# Châtel-Saint-Germain
Châtel-Saint-Germain (Duits: Sankt German in Lothringen)  is een gemeente in het Franse departement Moselle (regio Grand Est). De plaats maakt deel uit van het arrondissement Metz-Campagne. Châtel-Saint-Germain telde op 1 januari 2022 1.869 inwoners.
Het dorp was bezit van de Abbaye Saint-Vincent de Metz in de gelijknamige Vrije rijksstad.

## Geografie
De oppervlakte van Châtel-Saint-Germain bedroeg op 1 januari 2022 12,88 vierkante kilometer; de bevolkingsdichtheid was toen 145,1 inwoners per km².

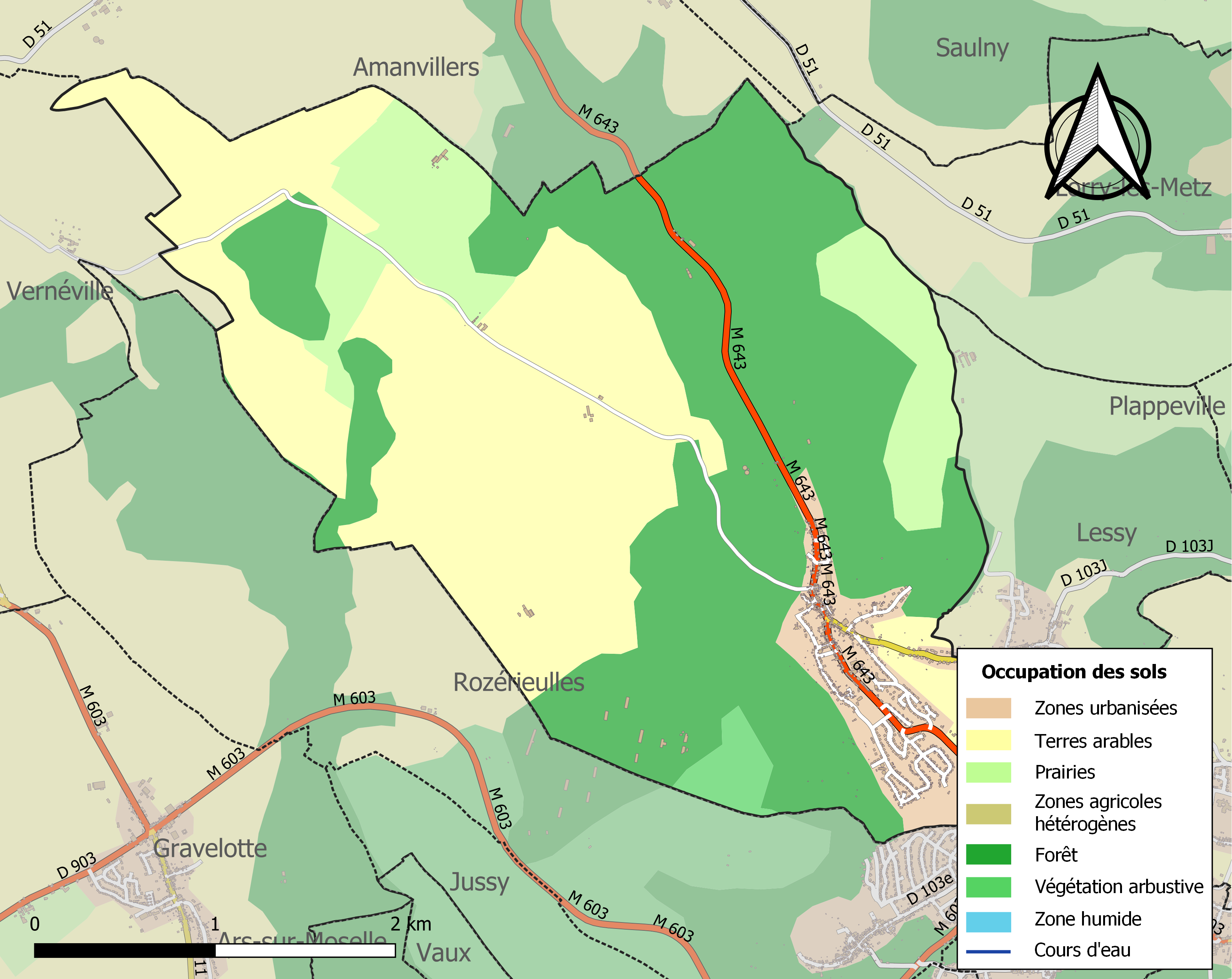
Kaart van de gemeente met de belangrijkste infrastructuur, bodemgebruik en omliggende gemeenten

## Demografie
Onderstaande figuur toont het verloop van het inwonertal (bron: INSEE-tellingen).